# Ruby (Wisconsin)
Ruby es un pueblo ubicado en el condado de Chippewa en el estado estadounidense de Wisconsin. En el Censo de 2010 tenía una población de 494 habitantes y una densidad poblacional de 3,56 personas por km².

## Geografía
Ruby se encuentra ubicado en las coordenadas 45°13′19″N 91°0′17″O / 45.22194, -91.00472. Según la Oficina del Censo de los Estados Unidos, Ruby tiene una superficie total de 138.91 km², de la cual 138.44 km² corresponden a tierra firme y (0.34%) 0.47 km² es agua.

## Demografía
Según el censo de 2010, había 494 personas residiendo en Ruby. La densidad de población era de 3,56 hab./km². De los 494 habitantes, Ruby estaba compuesto por el 98.99% blancos, el 0.2% eran afroamericanos, el 0.2% eran amerindios, el 0% eran asiáticos, el 0% eran isleños del Pacífico, el 0% eran de otras razas y el 0.61% pertenecían a dos o más razas. Del total de la población el 0.4% eran hispanos o latinos de cualquier raza.